# Мутоскоп

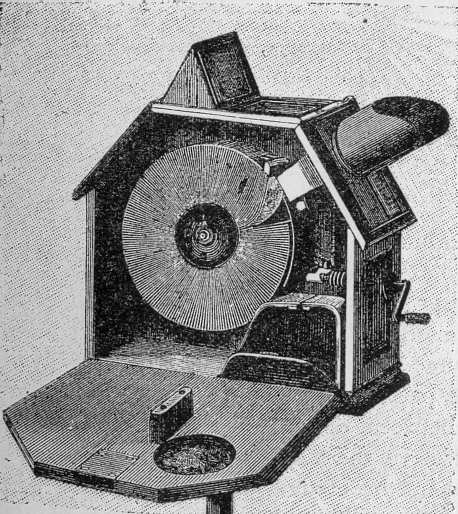
Мутоскоп у відкритому стані

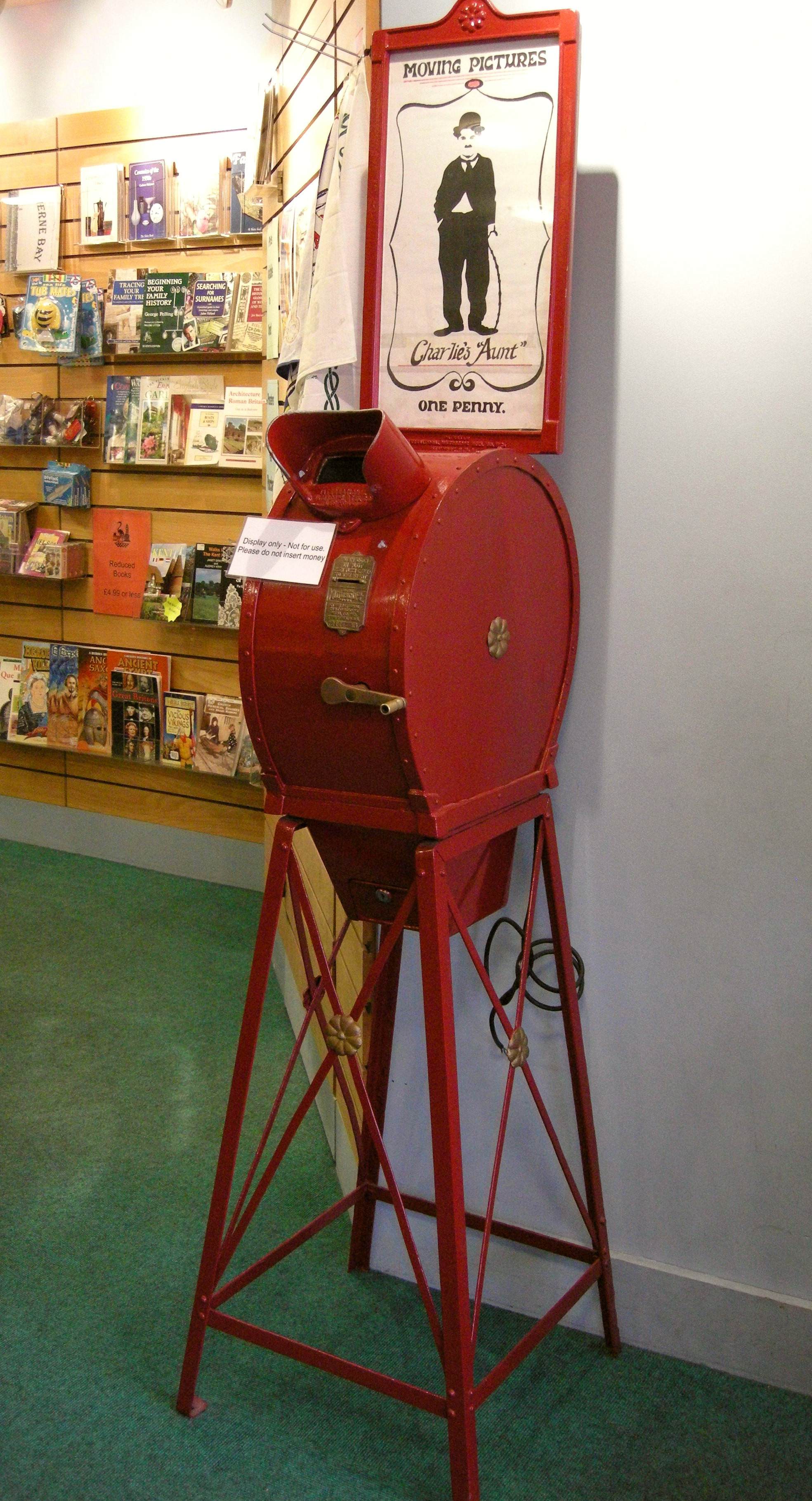
Мутоскоп після 1920 року

Мутоскоп (англ. Mutoscope) — апарат для показу рухомих зображень за принцом стробоскопа.
У мутоскопі велика кількість фотосерійних зображень закріплена на жорстких картонних листах, розташованих радіально на валу. При обертанні валу листи по черзі зупиняються на короткий час за допомогою фіксатора на корпусі й на частку секунди з'являються перед глядачем через отвір для огляду.
Загальне враження від цих зображень, які швидко змінюються і призупиняються на короткий час, є аналогічним з кінетоскопом - враження єдиного рухомого фільму.

## Історія
Перший патент на перегортач сторінок зі стереоанімацією отримав Коулман Селлерс у 1861 році. У 1894 році Герман Каслер подав заявку на патент мутоскопа. Він був перший з серії різних типів мутоскопів від American Mutoscope Company, яка завдяки цьому розширила свою діяльність по всьому світу. Мутоскопи існували як для домашнього використання, так і для використання торговими представниками. Однак більш поширеними були стаціонарні пристрої, які встановлювалися в громадських місцях і за допомогою яких можна було переглянути коротку анімацію. У Франції Леон Гомон у ролі ліцензіата виробляв велику кількість цих пристроїв для європейського ринку. У 1909 році виробництво мутоскопів було припинено компанією American Mutoscope Co., і лише в 1920-х роках його відновив Уільям Рабкін.

## Хронологія
- 1600: Кінеограф – пристосування для створення анімованого зображення, яке складається з окремих кадрів, нанесених на листи паперу, зшиті в зошит
- 1671: «Чарівний ліхтар» (лат. laterna magica) – апарат для проєкції зображень, поширений в XVII-XX ст., XIX ст.
- 1825: Тауматроп – диск з двома нитками, який створює оптичну ілюзію
- 1830: Фенакістископ – фантаскоп, чудове колесо або колесо життя
- 1832: Стробоскоп – спалаховий пристрій
- 1834: Зоoтроп – барабан з отворами
- 1861: Мутоскоп – стереоанімаційний листогортальний апарат на основі стробоскопа
- 1877: Праксиноскоп – електричний циліндричний прилад з дзеркальною призмою посередині
- 1879: Зоопраксископ – прилад для «проєктування рухомих картинок»
- 1880: Kaiserpanorama – пристрій для одночасної демонстрації стереоскопічних зображень в групі глядачів
- 1886: Електротахіскоп – проєктор для серій зображень
- 1891: Кінетоскоп – перший пристрій для перегляду фільмів